# 아이소뷰탄올
아이소뷰탄올, 아이소부탄올, 이소뷰탄올, 이소부탄올(Isobutanol, IUPAC 명명법: 2-메틸프로판-1-올)은 화학식 (CH3)2CHCH2OH(때때로 i-BuOH로 표시됨)을 갖는 유기 화합물이다. 독특한 냄새를 지닌 무색의 가연성 액체로 주로 용매로 직접 사용되거나 에스테르로 사용된다. 그 이성질체는 1-부탄올, 2-부탄올, tert-부탄올이며 모두 산업적으로 중요하다.

## 안전 및 규제
아이소부탄올은 LD50이 2460mg/kg(쥐, 경구)인 부탄올 중 독성이 가장 적은 것 중 하나이다.
2009년 3월 캐나다 정부는 화장품에 이소부탄올 사용을 금지한다고 발표했다.